# Tómbolo de Trafalgar
El tómbolo de Trafalgar es un monumento natural constituido por el cabo de Trafalgar y el pequeño istmo que lo une con tierra firme. Se encuentra en Los Caños de Meca, dentro del término municipal de Barbate (Cádiz), y fue declarado monumento natural por la Junta de Andalucía fundamentalmente por su valor geológico.

## Historia
En 2018 se descubrieron los restos de una edificación de la época romana en una zona del tómbolo solamente accesible con marea baja.

## Datos de interés
En el pequeño promontorio del faro, en el mismo cabo de Trafalgar, existen varios yacimientos arqueológicos, entre ellos una factoría romana de salazón y un asentamiento musulmán. Además, junto al faro se encuentran los restos de la Torre de Trafalgar, torre vigía del siglo xvi.
Frente a sus costas tuvo lugar en 1805 la batalla de Trafalgar.

## Galería de imágenes

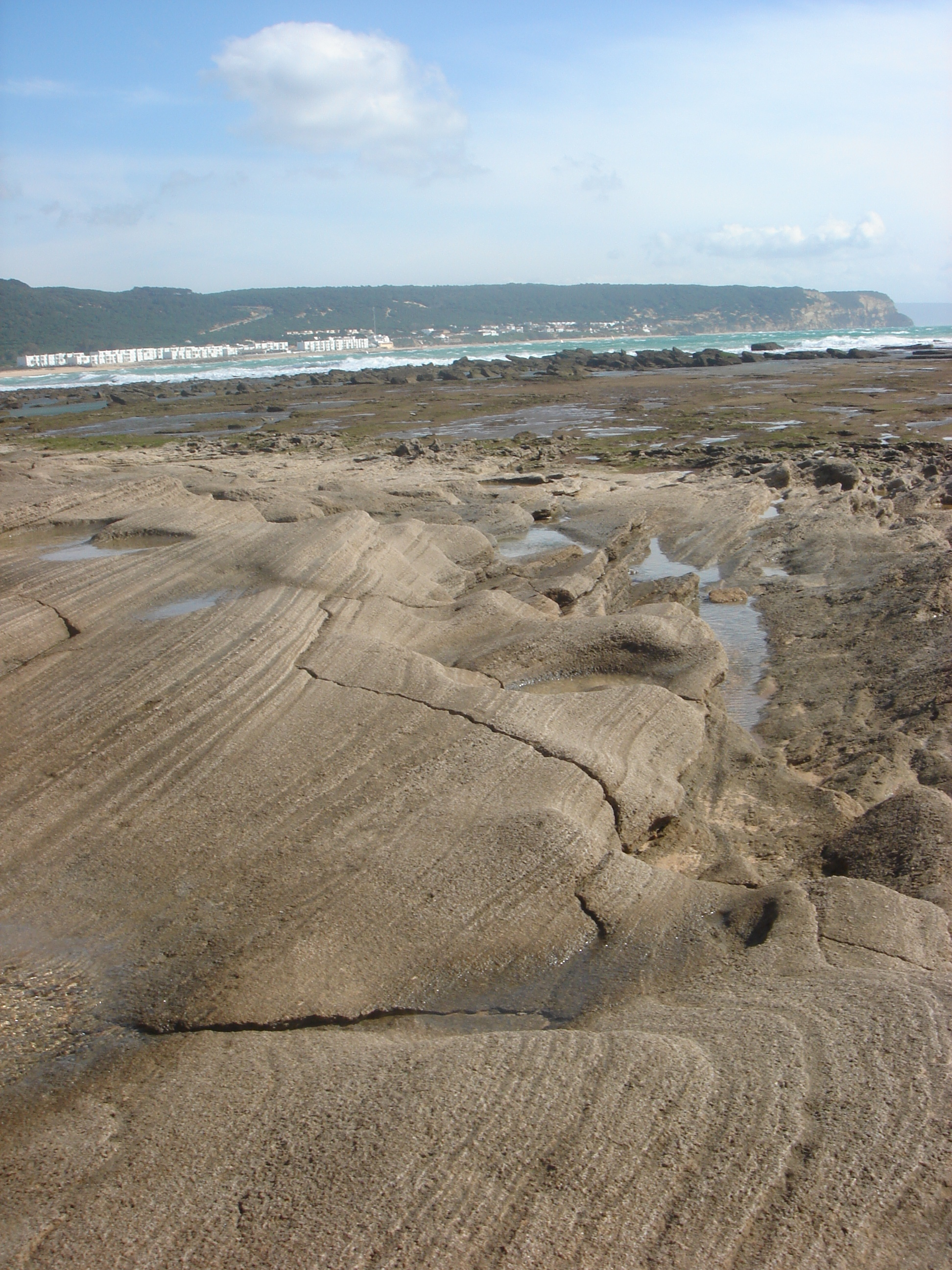
Formación rocosa en el cabo de Trafalgar
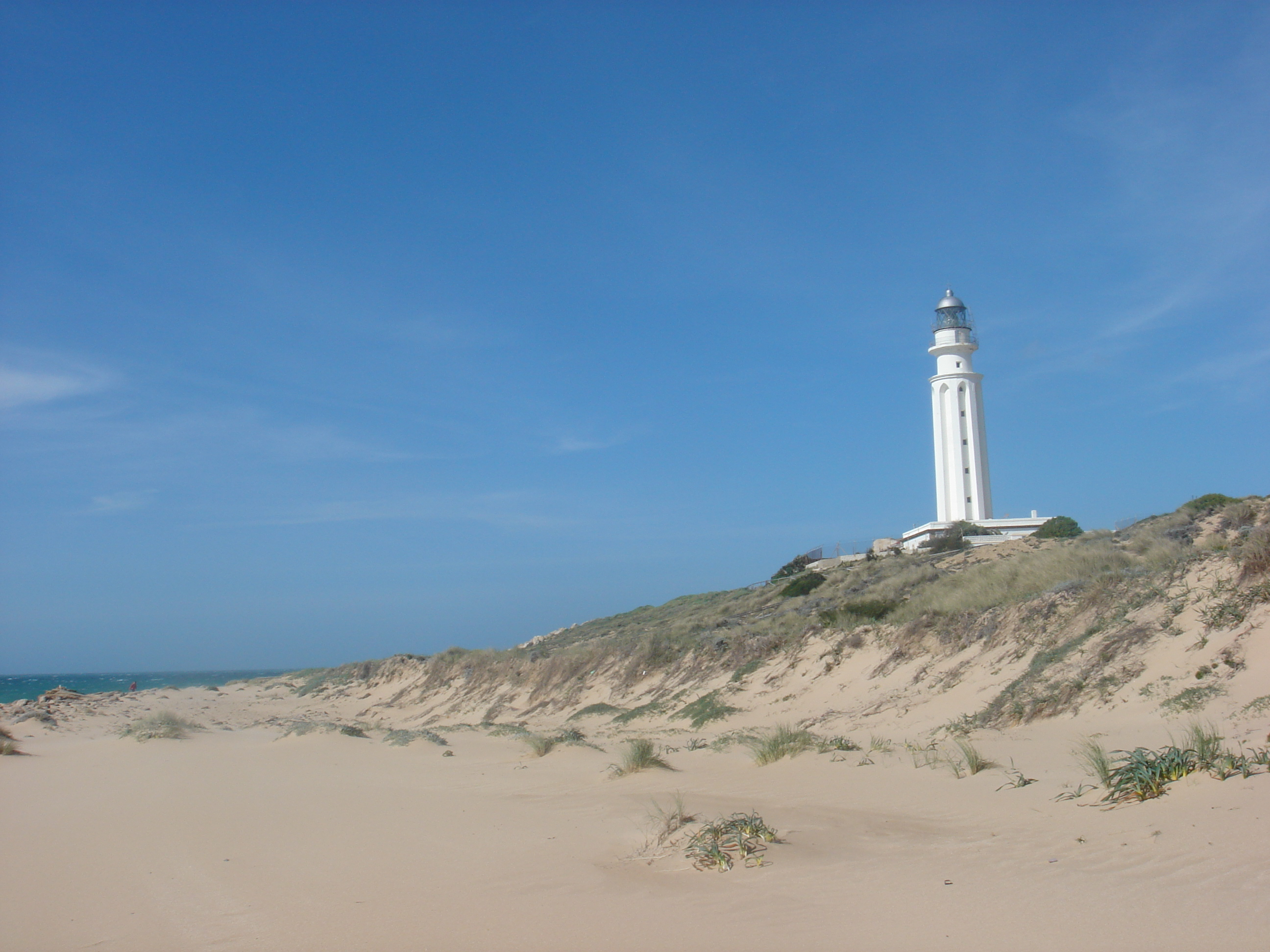
Faro de Trafalgar desde el arenal cercano a una cala
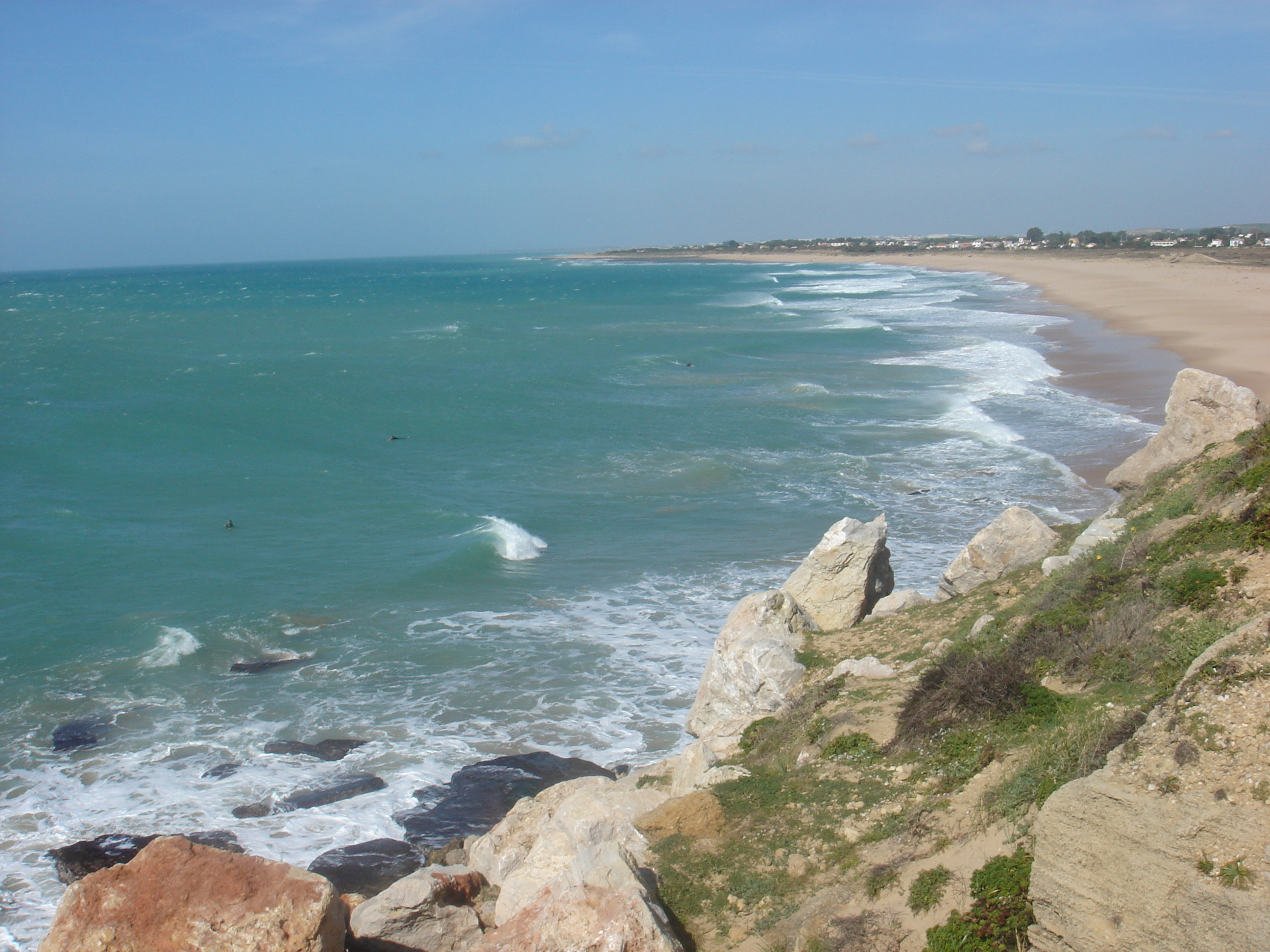
Vista desde el cabo de Trafalgar hacia el oeste, donde se aprecian parte del acantilado y la playa de Zahora
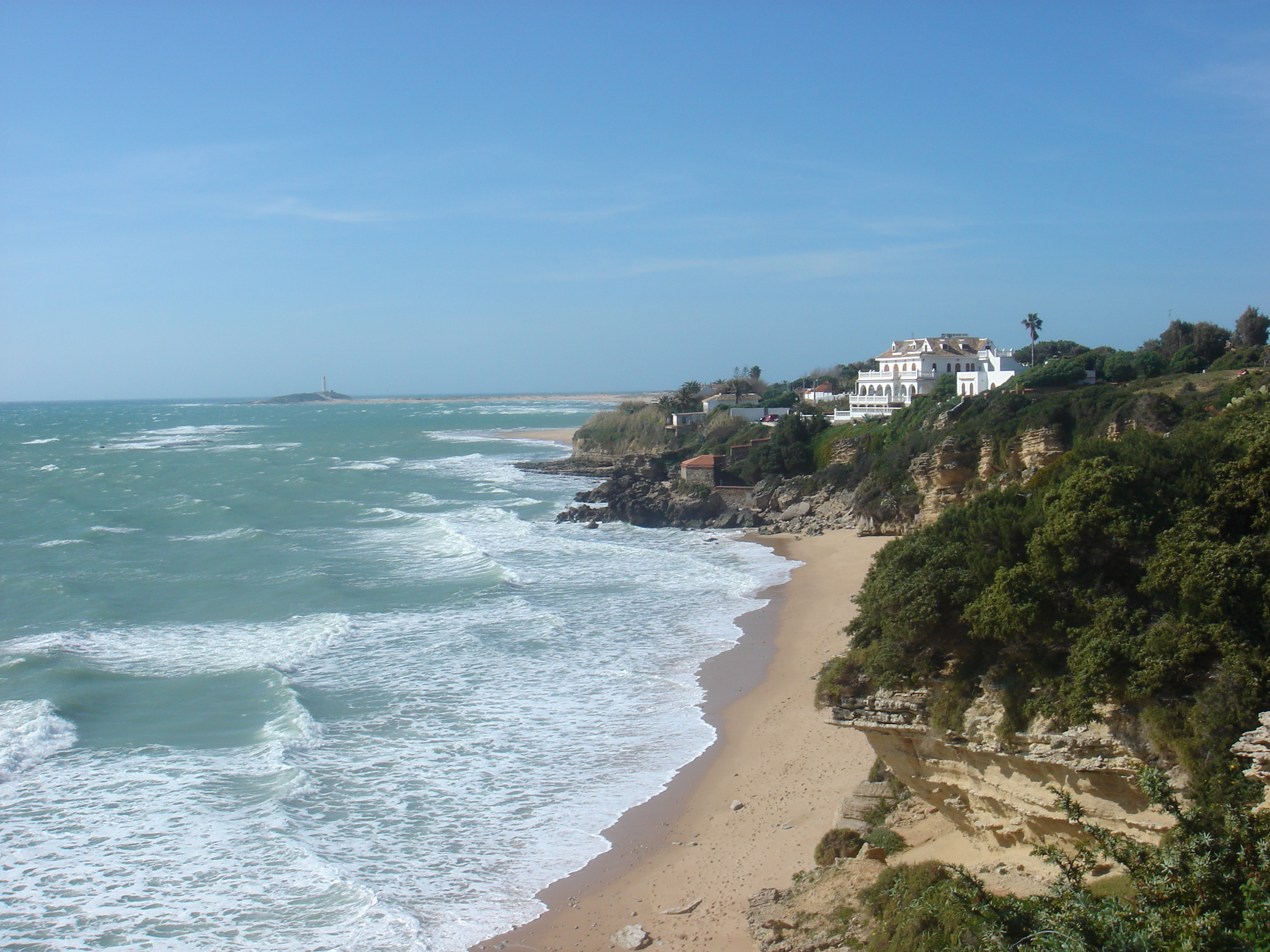
Imagen del tómbolo de Trafalgar desde la cala de las Cortinas